# Довас Заунюс (1892)
Довас Заунюс (19 травня 1892, Рокіттен — 22 лютого 1940, Каунас) — литовський юрист, громадський активіст і політичний діяч, міністр закордонних справ Литовської Республіки (1929—1934).

## Біографія
Народився 19 травня 1892 року в Рокіттені, Східна Пруссія. Він вивчав право в університетах Мюнхена, Берліна та Кенігсберга. У 1917 році захистив дисертацію в Альбертінському університеті в галузі цивільного та кримінального права.
Під час навчання він вступив до Литовської консервативної партії на чолі з батьком. Він служив у німецькій армії під час Першої світової війни. Після капітуляції Німеччини його запросили на роботу в Міністерство закордонних справ Литви кваліфікованим юристом, який добре знає життя західної Європи. 1919—1920 роки обіймав посаду директора департаменту політики Міністерства закордонних справ. У 1920 році призначений повіреним у справах Литви в Латвії, з 1921 року — і в Естонії.
У 1923—1925 працював Надзвичайним і Повноважним Послом Литви в Чехословаччині, 1924—1925. — в Румунії. У 1925—1927 роках Посол у Швейцарії та постійний представник Литви при Лізі Націй.
У 1927 році після ліквідації представництва Литви в Лізі Націй він повернувся до Литви та очолив департаменти Міністерства закордонних справ. Призначений генеральним секретарем цього міністерства разом з посланцем у Чехословаччині.
8 листопада 1929 року до 12 червня 1934 року — у Кабінеті Міністрів Юозаса Тубяліса міністр закордонних справ Литовської Республіки був міжвоєнним політичним діячем. 25 травня 1931 року Заунюс підписав нову редакцію таємної угоди з СРСР. У той період литовська дипломатія досягла певних успіхів — справа проти Польщі та Німеччини в Гаазькому суді та процес наближення Союзу країн Балтії. 
У 1934—1936 роках — працював у Державній раді, допомагаючи в розробці різних угод із зарубіжними країнами. У 1936—1940 Голова правління Банку Литви, голова валютної комісії. Брав участь у діяльності Стрілецького союзу, Союзу Вільнюського командування та організації скаутів. Деякий час працював у Сучасності, публікував твори. Похований на євангелічному кладовищі Каунас (нині парк Рамибес).

## Нагороди та відзнаки
- Орден Орлиного хреста 1 клас (1931).